# Mille Mots
Pour les articles homonymes, voir Mille.
Pour plus de détails, voir Fiche technique et Distribution.
Mille Mots (A Thousand Words) est un film américain réalisé par Brian Robbins, sorti en 2012. Le film est notamment produit par Alain Chabat, qui devait à l'origine le réaliser lui-même, avec Gad Elmaleh dans le rôle principal.

## Synopsis
Jack McCall (Eddie Murphy) est un agent littéraire qui ne cesse de parler et de mentir. À la suite d'un sort qu'on lui a jeté, il découvre qu'il ne lui reste que mille mots à prononcer avant de mourir. Il va devoir apprendre à communiquer réellement avec sa femme, sa famille, ses amis, etc.

## Fiche technique
Sauf indication contraire, les informations mentionnées dans cette section peuvent être confirmées par les bases de données cinématographiques IMDb et Allociné,  présentes dans la section « Liens externes ».
- Titre original : A Thousand Words
- Titre français : Mille Mots
- Réalisation : Brian Robbins
- Scénario : Steve Koren
- Musique : John Debney
- Direction artistique : Jay Pelissier
- Décors : Clay A. Griffith
- Costumes : Mary E. Vogt
- Photographie : Clark Mathis
- Son : Elliott Koretz, Andy Koyama, Frank A. Montaño
- Montage : Ned Bastille
- Production : Nicolas Cage, Alain Chabat, Stéphanie Danan, Norman Golightly, Brian Robbins et Sharla Sumpter Bridgett
  - Production déléguée : Jane Bartelme et Steve Koren
  - Production associée : Caroline Bresard et Nicolas Giraudi
  - Coproduction : Marc Haimes et Lars P. Winther
- Sociétés de production : Saturn Films, Varsity Pictures et Work After Midnight Films, présenté par DreamWorks
- Sociétés de distribution : Paramount Pictures (États-Unis, Québec) ; Paramount Pictures France (France)
- Budget : 40 millions USD[2],[3]
- Pays de production :  États-Unis
- Langue originale : anglais
- Format : couleur — 35 mm — 2,35:1 — son Dolby Digital / Datasat / SDDS
- Genre : comédie dramatique, fantastique
- Durée : 91 minutes
- Dates de sortie[4] :
  - États-Unis, Québec : 9 mars 2012[5]
  - France : 16 mai 2012[6]
- Classification[7] :
  - États-Unis : accord parental recommandé, film déconseillé aux moins de 13 ans (PG-13 - Parents Strongly Cautioned)[N 1]
  - France : tous publics[8]
  - Québec : tous publics (G - General Rating)[5]

## Distribution
- Eddie Murphy (VF: Lionel Henry) : Jack McCall, agent littéraire
- Kerry Washington (VF : Emmanuelle Rivière) : Caroline McCall, épouse de Jack
- Cliff Curtis (VF : Nessym Guétat) : Dr. Sinja
- Clark Duke (VF : Nathanel Alimi) : Aaron Wiseberger
- Allison Janney (VF : Marie-Laure Beneston) : Samantha Davis
- John Gatins (VF : Benoît Du Pac) : le voiturier
- Jack McBrayer (VF : Stéphane Miquel) : l'employé du Starbuck
- John Witherspoon : le vieil homme aveugle
- Darcy Rose Byrnes : la fille de 10 ans
- Ariel Winter : Lila
- Alain Chabat (VF : lui-même) : Christian Léger de la Touffe (caméo)

 Source et légende : version française (VF) sur RS Doublage

## Production

### Préproduction
En mai 2008, il est annoncé qu'Alain Chabat va produire un film avec Eddie Murphy, en association avec DreamWorks SKG. Cette collaboration est drôle car les deux acteurs ont doublé des personnages de la saga Shrek (Alain Chabat double Shrek en français et Eddie Murphy double l'Âne en version originale).
C'est la quatrième et dernière collaboration d'Eddie Murphy avec John Witherspoon après Boomerang (1992), Un vampire à Brooklyn (1995) et Docteur Dolittle 2 (2001).

### Tournage
Le tournage a eu lieu en 2008 à Los Angeles, notamment à Bel Air. Des reshoots ont lieu en 2011.

## Accueil

### Sortie
Le film devait initialement sortir en 2008. Cependant, à la suite de la séparation entre DreamWorks SKG et Paramount Pictures/Viacom, la sortie est repoussée. Durant une interview, le réalisateur Brian Robbins annonce que le film sortira en 2011. Le film ne sortira qu'en 2012.

### Accueil critique
Lors de la 33e cérémonie des Razzie Awards en 2013 le film a été nommé Pire film, Eddie Murphy a été nommé Pire acteur et Steve Koren nommé Pire scénariste,.

## Autour du film

### Éditions en vidéo
En France, le film Mille Mots est sorti en DVD le 10 octobre 2012 et en VOD le 15 octobre 2017.